# Mr. Shi und der Gesang der Zikaden
Mr. Shi und der Gesang der Zikaden (Originaltitel: A Thousand Years of Good Prayers) ist ein US-amerikanischer Film aus dem Jahr 2007 von Wayne Wang. Der Film basiert auf einer Kurzgeschichte von Yiyun Li.

## Handlung
Der Chinese Shi besucht nach zwölfjähriger Trennung seine Tochter Yilan in ihrer neuen Heimat, den USA. Die frisch geschiedene Tochter verweigert sich zunächst den Bemühungen des Vaters, ihr zu ihrem Glück zu verhelfen.
Erst durch den Kontakt zu einer alten Iranerin, mit der er lange Gespräche im Park führt, erfährt Mr. Shi, dass er sich einer anderen, ehrlichen Sprache bedienen muss, um seine Tochter zu erreichen.

## Kritik
„Eine melancholische Tragikomödie in statischen Bildern über eine Sprachlosigkeit, die der emotionalen Distanz geschuldet ist. Dabei gibt der hintergründige Film Denkanstöße und wird von einem fabelhaften Hauptdarsteller getragen.“

„Rührend und doch höflich distanziert erzählt Wayne Wang von Entfremdung, familiärer Kommunikation und Notlügen – und erweist sich damit als Meister der kleinen Form, weit entfernt vom Glamour seiner Hollywood-Filme „Noch einmal Ferien“ und „Manhattan Love Story“.“

## Auszeichnungen
2007 gewann der Film einen Preis für den Besten Darsteller und als Bester Film beim San Sebastián International Film Festival.